# Constanța Crăciun
Constanța Crăciun właśc. Helena Vinţe (ur. 16 lutego 1914 w Konstancy, zm. 2 maja 2002 w Bukareszcie) – rumuńska działaczka komunistyczna. Minister kultury (1953–1957).

## Życiorys
Ukończyła studia z zakresu literatury i filozofii. Od 1935 związana z Rumuńską Partią Komunistyczną. 16 września 1942 została aresztowana i skazana na 25 lat więzienia za działalność komunistyczną. Karę odbywała w więzieniach w Văcărești i w Mislea. Po przejęciu władzy przez komunistów w sierpniu 1944 opuściła więzienie. W 1946 objęła stanowisko sekretarza generalnego Narodowej Federacji Młodzieży Demokratycznej. W latach 1948-1953 pełniła funkcję wiceprzewodniczącej parlamentu rumuńskiego. W latach 1953-1957 kierowała resortem kultury w rządach Gheorghe Gheorghiu-Deja i Chiviu Stoicy. W latach 1965-1969 pełniła funkcję wiceprzewodniczącej Rady Państwa.
W latach 1945-1969 zasiadała w Komitecie Centralnym Rumuńskiej Partii Komunistycznej. Była aktywną działaczką Związku Demokratycznych Kobiet Rumunii. Odznaczona Orderem 23 sierpnia II kl. (1959), Orderem Tudora Vladimirescu (1966) i Orderem Pracy Socjalistycznej (1971).

### Życie prywatne
Była mężatką (mąż Ion Vinţe był prominentnym działaczem Rumuńskiej Partii Komunistycznej).